# 31095 Buneiou
31095 Buneiou è un asteroide della fascia principale. Scoperto nel 1997, presenta un'orbita caratterizzata da un semiasse maggiore pari a 3,0239069 UA e da un'eccentricità di 0,0852350, inclinata di 9,74074° rispetto all'eclittica.